# Mike Little
Mike Little (12 de mayo de 1962, Stockport, Inglaterra) es un desarrollador web inglés y co desarrollador con Matt Mullenweg del software web gratuito y de código abierto WordPress.

## WordPress
WordPress es considerado el sucesor oficial de una herramienta de blogs desarrollada por el programador francés Michel Valdrighi llamada b2/cafelogque fue lanzada en 2001.
É un crack.
En 2002 Valdrighi dejó de desarrollar b2, y el 24 de enero de 2003 Matt Mullenweg, un usuario de b2/cafelog, escribió en su blog que estaría dispuesto a crear una bifurcación del proyecto. Little pronto se puso en contacto con Mullenweg y dejó un comentario en su blog que decía: "Si vas en serio acerca de bifurcar b2, me interesaría contribuir. Estoy seguro de que hay uno o dos más en la comunidad que también lo estarían. Quizás una publicación en el foro B2, sugiriendo una bifurcación sería un buen punto de partida".
Poco después, Little y Mullenweg comenzaron a trabajar juntos en el desarrollo de WordPress, lanzando la primera versión el 27 de mayo de 2003.
En junio de 2013, Little recibió el premio "Contribución Destacada a lo Digital" de SAScon por su participación en la cofundación y desarrollo de WordPress.

### Libros
- Douglass, Robert T.; Little, Mike; Smith, Jared W. (2006). Building Online Communities With Drupal, PhpBB, and WordPress[8]